# Светличное (Луганская область)
Светличное (укр. Світличне, встречается вариант Светличный) — посёлок в Сорокинском городском совете Луганской области Украины. Находится под контролем Луганской Народной Республики, согласно административно-территориальному делению которой принадлежит к Краснодонскому городскому совету.

## География
Соседние населённые пункты: посёлок Верхняя Краснянка на юго-западе, сёла Красный Яр на западе, Глубокое, посёлки Семейкино на северо-западе, Краснодон и село Радянское на севере, посёлки Широкое, Энгельсово и Новосемейкино на северо-востоке, Мирное и Горное на востоке, Новоалександровка на юго-востоке, Большой Лог на юге.
Занимает площадь 0,56 км².

## Население
Население по переписи 2001 года составляло 153 человека.